# Седми конгрес на ВМРО (протогеровисти)
Конгресът на ВМРО (протогеровисти) от лятото на 1931 година е проведен с цел легитимизиране и утвърждаване на протогеровистката фракция в организацията. Той не признава редовността на конгреса на ВМРО от 1928 година, на който заседават само привържениците на Иван Михайлов, а задграничните представители и членовете на Централния комитет Георги Попхристов и Перо Шанданов не са допуснати.
След убийството на Александър Протогеров през 1928 година групата на протогеровистите постепенно губи инициатива. Голяма част от ръководителите ѝ са елиминирани: Наум Томалевски, Георги Баждаров, Васил Пундев и други са убити, а Георги Попхристов и Кирил Пърличев са заставени да подпишат декларации за оттеглянето си от революционното движение. Поради липса на подкрепа в страната и на финансови средства Петър Шанданов провежда срещи с ръководителите на ВМРО (обединена), както и с Георги Димитров, по това време ръководител на Балканската комунистическа федерация и влиятелна фигура в Коминтерна. Обещана му е подкрепа, а в замяна революционната му група поема политически курс наляво. Още през февруари 1930 година излиза декларация на ЦК на протогеровистите, която по същество е левичарска, но поради изричното желание на Георги Димитров ВМРО (протогеровисти) не придобива завършена комунистическа същност и продължава на челно място да отстоява национал-освободителни цели.
В тази ситуация в лятото на 1931 година Петър Шанданов свиква конгрес, който да конституира ново ръководство и да набележи общите насоки за идейно сближаване с левите сили. В състава на ЦК влизат Петър Шанданов, Петър Трайков и Кръстан Поптодоров, с подгласници Лев Главинчев и Григор Петков. Конгресът остро осъжда разцеплението във ВМРО и нарича крилото на Иван Михайлов „банда“, характеризира режима в Югославия като диктаторски, без обаче да дефинира бъдещия статут на Вардарска Македония, макар да се обявява, че целта на организацията е да обедини разпокъсана Македония. На конгреса присъстват македонски дейци, привърженици на Тодор Александров, което не позволява да се започне историческата преоценка на дейността му, което е основно искане на ръководителите на ВМРО (обединена). За това след конгреса във вестник „Революционен лист“ започват да се публикуват статии, в които се отправят редица обвинения срещу Тодор Александров и съратниците му. Въпреки редицата отстъпки от страна на ВМРО (протогеровисти), не се стига до сътрудничество с ВМРО (обединена). Заради липста на финансови средства групата на Петър Шанданов е принудена да започне преговори с югославски и британски посредници, от които в следващите години биват субсидирани.